# 코랑탱 톨리소
코랑탱 톨리소(Corentin Tolisso, 1994년 8월 3일 ~ )는 프랑스의 축구 선수이다. 현재 리그 1의 리옹와 프랑스 축구 국가대표팀에서 미드필더로 뛰고 있다.

## 수상
바이에른 뮌헨
- 분데스리가: 2017–18,[1] 2018–19,[2] 2019–20[3]
- DFB-포칼: 2018–19,[2] 2019–20
- DFL-슈퍼컵: 2017,[4] 2018[2]
- UEFA 챔피언스리그: 2019–20[5]

프랑스
- FIFA 월드컵: 2018[6]

개인상
- UEFA 유로파 리그 올 시즌의 팀: 2016–17[7]

훈장
- 레지옹 도뇌르 훈장: 2018[8]